# Молодецкие времена
«Молодецкие времена» (болг. Мъжки времена) — болгарская кинолента (драма) режиссёра Эдуарда Захариева. Снята в 1977 году.
Фильм снят по рассказам «Молодецкие времена» и «Свадьба» Николая Хайтова. Он же написал и киносценарий.

## Сюжет
События киноленты разворачиваются, когда похищение девушек было обычаем и не каралось законом. Элица — молодая, красивая и свободолюбивая девушка, была похищена Банко и его товарищами. Она делает несколько безуспешных попыток убежать.
В итоге она стала просить гордого Банко, чтобы он взял её в жены, а не отдавать за парня-увальня, по заказу которого он её похитил. Однако Банко не хочет нарушать своего слова. Через некоторое время он понимает, что безумно влюбился в Элицу. В результате этого события выходят из-под контроля. В конце фильма его убивают за то, что он хотел быть вместе с Элицей.

## В ролях
- Григор Вачков — Банко
- Мариана Димитрова — Элица
- Велко Канев — Велко, кандидат в мужья
- Павел Попандов — Динко
- Никола Тодев — Кара
- Теофил Баделов — Гельо
- Траян Янков — Ильчо
- Георгий Димитров — Петко

## Награды и номинации
Гран-при «Золотой козерог» МКФ в Тегеране.
Фильм получил две премии «Златна роза» за лучшую мужскую (Вачков) и женскую (Димитрова) роли. Операторская работа Спасова была отмечена призом Союза кинематографистов Болгарии.